# Polacantha badia
Polacantha badia är en tvåvingeart som beskrevs av Martin 1975. Polacantha badia ingår i släktet Polacantha och familjen rovflugor. Inga underarter finns listade i Catalogue of Life.